# Distretto di 'Ayn al-'Arab
Il distretto di ʿAyn al-ʿArab (in arabo منطقة عين العرب‎?, Minṭaqat ʿAyn al-ʿArab) è un distretto siriano. Fa parte del governatorato di Aleppo.
Al censimento del 2004 aveva una popolazione di 192.513.
Il suo centro amministrativo è la città di Ayn al-Arab, conosciuta anche come Kobanê.
Nel gennaio 2014 il territorio venne incorporato nell'Amministrazione Autonoma della Siria del Nord-Est.

## Sub-distretti
Il distretto di 'Ayn al-'Arab è suddiviso in 4 sub-distretti o nāḥiya (popolazione in base al 2004 censimento ufficiale):
- Nāḥiya di Ayn al-Arab (ناحية عين العرب),[3]
- Nāḥiya di Shuyūkh Taḥtānī (ناحية شيوخ تحتاني),[4]
- Nāḥiya di Ṣirrīn (ناحية صرّين),[5]
- Nāḥiya di Al-Jalabiyya (ناحية الجلبية) (parte del nahiyah di Ṣirrīn fino al 2009).